# فيلي ماي
فيلي ماي (بالإنجليزية: Willie May)‏ هو منافس ألعاب قوى أمريكي، ولد في 11 نوفمبر 1936 في Knoxville, Alabama ‏ في الولايات المتحدة، وتوفي في 28 مارس 2012 بسبب داء نشواني.

## وصلات خارجية
- فيلي ماي على موقع اللجنة الأولمبية الدولية (الإنجليزية)
- فيلي ماي على موقع أوليمبيديا (الإنجليزية)